# Бутово (Ярославская область)
Бутово — деревня в Некрасовском районе Ярославской области. Входит в состав сельского поселения Красный Профинтерн.

## География
Находится в восточной части Ярославской области на расстоянии приблизительно 16 км на северо-восток по прямой от административного центра района поселка Некрасовское в левобережной части района на северном берегу озера Великое.

## История
Деревня была отмечена еще на карте 1798 года (тогда Ботова). В 1859 году здесь (территория Даниловского уезда Ярославской губернии) было учтено 24 двора в деревне Малое Ботово и 31 в Большое Ботово.

## Население
Численность населения: 136 человек в деревне Малое Ботово и 181 в Большое Ботово (1859 год), 28 (русские 100 %) в 2002 году, 19 в 2010.